# Granja y jardines Sunshine
El Granja y jardines Sunshine, en inglés: Sunshine Farm and Gardens, es un vivero comercial, arboreto y jardín botánico que se encuentra en Falling Spring/Renick, Virginia Occidental. 
Su código de reconocimiento internacional como institución botánica (en el Botanical Gardens Conservation International - BGCI), así como las siglas de su herbario es  SUNFG.

## Localización
Sunshine Farm and Gardens Route 51D Falling Spring/Renick Greenbrier county, West Virginia WV 24966 Estados Unidos. 
Planos y vistas satelitales.38°3′48.06″N 80°26′0.71″O / 38.0633500, -80.4335306
Se efectúan visitas previa solicitud.
- Promedio anual de lluvias : 1470 mm
- Altitud: 912.00 m s. n. m.

## Historia
El vivero comercial y jardín botánico abrieron sus puertas al público en 1972 

## Colecciones

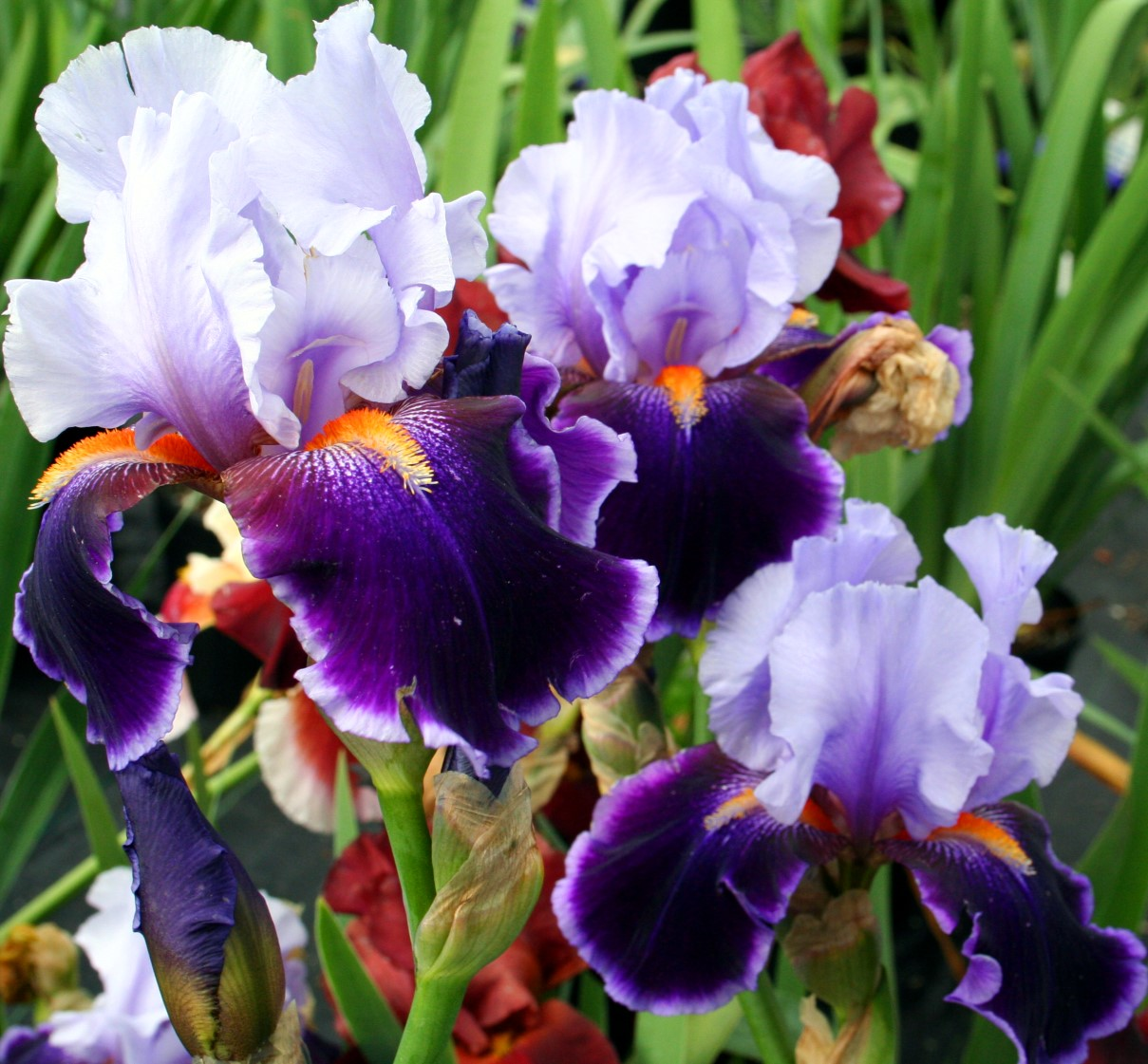
Iris púrpura de Virginia Occidental.

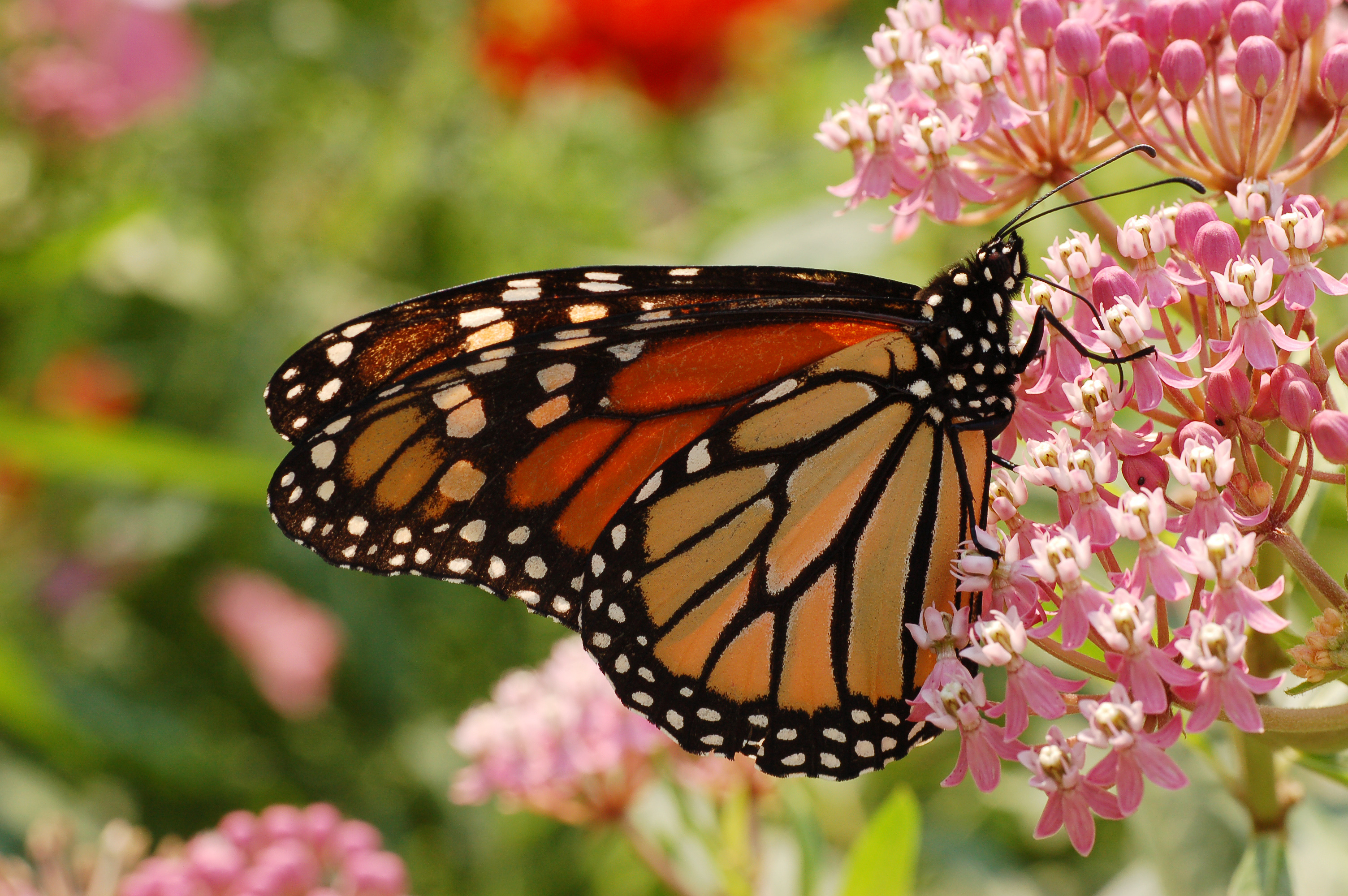
Mariposa monarca Danaus plexippus libando flores de Asclepias incarnata en Virginia Occidental.

El jardín botánico alberga 10000 accesiones de plantas en cultivo.
Entre las colecciones especiales:
- Hosta,
- Paeonia,
- Helleborus, de este género les tienen dedicados 6 acres (24,000 m²) para su cultivo exclusivo con más de 68,000 unidades.
- Acer,
- Ilex,
- Magnolia,
- Clematis,
- Iris,
- Rhododendron,
- Lirios de agua
- Hemerocallis,
- lilas,
- Rosas silvestres,
- Carex,
- Primula,
- Cyclamen,
- Plantas de frutas silvestres
- Una extensa colección de plantas de Norteamérica

## Actividades
En este centro se despliegan una serie de actividades a lo largo de todo el año:
- Programas de conservación
- Programa de mejora de plantas medicinales
- Biotecnología
- Estudios de nutrientes de plantas
- Ecología
- Programas educativos
- Etnobotánica
- Exploración
- Horticultura
- Sistemática y Taxonomía
- Sostenibilidad
- Exhibiciones de plantas especiales
- Cursos para el público en genera